# Atoms for Peace (Band)
Atoms for Peace ist eine englisch-amerikanische Supergroup; bestehend aus Thom Yorke (Radiohead), Flea (Red Hot Chili Peppers) und Nigel Godrich (Produzent, u. a. für Radiohead, Travis, R.E.M. und Beck), Joey Waronker (u. a. R.E.M. und Beck) und Mauro Refosco (Forro in the Dark). Die Band wurde 2009 auf Initiative von Thom Yorke als Begleitband für seine Solo-Tour gegründet.

## Geschichte
Das erste Konzert spielte die Band, damals noch ohne eigenen Namen als Begleitband von Thom Yorke, am 2. Oktober 2009 in Los Angeles. Auf der Setlist stand Yorkes komplettes Debüt-Soloalbum The Eraser gefolgt von einigen Radiohead-B-Seiten sowie unveröffentlichten Liedern, die teilweise später auf dem Radiohead-Album The King of Limbs erscheinen sollten.
Anfang 2010 wurde „Atoms for Peace“ als Bandname bekanntgegeben, nachdem die Band zuvor auch unter dem Namen „????“ Konzerte gab. Der Bandname bezieht sich auf eine Rede des US-amerikanischen Präsidenten Dwight D. Eisenhower aus dem Jahr 1953. Bereits auf Yorkes Soloalbum The Eraser trug ein Lied diesen Namen.
Nachdem bereits zuvor angekündigt wurde, dass aus dem als Liveband gestarteten Projekt auch ein Studioalbum hervorgehen soll, wurde im September 2012 die erste Single Default veröffentlicht. Das Debütalbum Amok wurde am 18. Februar 2013 auf der Band-Website als Stream bereitgestellt und erschien am 25. Februar 2013 bei XL Recordings.

## Diskografie

### Alben
- 2013: Amok (XL Recordings)

### Singles
- 2012: Other Lives / Atoms For Peace - Tamer Animals (Atoms For Peace Remix) / Other Side (Stuck Together Remix)
- 2012: Default
- 2013: Judge Jury and Executioner
- 2013: Before Your Very Eyes...